# Bordói tücsök
A bordói tücsök (Eumodicogryllus bordigalensis) a valódi tücskök családjába tartozó, Eurázsiában honos tücsökfaj.

## Megjelenése
A bordói tücsök testhossza a hím esetében 11-14 mm, a nőstény 11-15 mm, ehhez járul még a 6-8 mm-es tojócső. Alapszíne okkersárgás vagy barnás, sötétebb márványos rajzolattal, foltokkal (a rajzolat néha nagyon kiterjedt és az állat szinte feketének tűnik). A fej általában sötét színű, a szemek között egy vékony világos csík húzódik, a tarkón pedig 2-4 világos hosszanti csík található. Szárnyai túlhaladják a potroh háromnegyedét, de nem érik el a végét. A tojócső egyenes és nagyon vékony.
Alkonyat után, éjjel énekel. Ciripelése dallamos, másodpercenként 2-4 pirregéssel, változatosabb a mezei tücsökénél. 

### Hasonló fajok
A házi tücsök valamivel nagyobb nála.

## Elterjedése
Eurázsiában (az Ibériai-félszigettől egészen Mongóliáig) és Észak-Afrikában honos. Európában inkább a mediterrán térségben gyakori, északra kb. Párizs magasságáig hatol. Magyarországon elterjedt (inkább az Alföldön), de nem gyakori. 

## Életmódja
Száraz és meleg élőhelyek, sziki gyepek, sziklagyepek, ritkás vegetációjú rétek, felhagyott kőbányák, kiszáradt iszapfelületek lakója. Éjjel aktív, napközben repedésekben, kövek alatt rejtőzködik. Még éjjel, a ciripelő tücsköket sem könnyű megtalálni.  
Kifejlett példányaival májustól szeptemberig találkozhatunk. Lárvaállapotban telel át. Összesen nyolc vedlés után a kifejlett imágó hosszú szárnyakkal rendelkezik és jól repül, egyszerre akár 5-10 méteres távolságra is. Vándorlási fázisát követően hátsó szárnyait leveti és röpképtelenné válik.
Magyarországon nem védett.